# 유럽현실불복종전선
유럽현실불복종전선(그리스어: Μέτωπο Ευρωπαϊκής Ρεαλιστικής Ανυπακοής), 또는 약칭 메라25(그리스어: ΜέΡΑ25)는 2018년에 창당된 그리스의 좌파 정당이다. 전 급진좌파연합 소속 의원이자 재무장관을 지낸 야니스 바루파키스에 의해 창당되었으며, 현재 유럽민주화운동(DiEM25), 유럽의 봄, 진보주의 인터내셔널
에 소속되어 있다.

## 같이 보기
- 시민 불복종
- 유럽민주화운동
- 급진좌파연합